# Rue de Sofia
La rue de Sofia est une voie du 18e arrondissement de Paris, en France.

## Situation et accès
La rue de Sofia est une voie publique située dans le 18e arrondissement de Paris. Elle débute au 5, boulevard Barbès et se termine au 16, rue de Clignancourt.

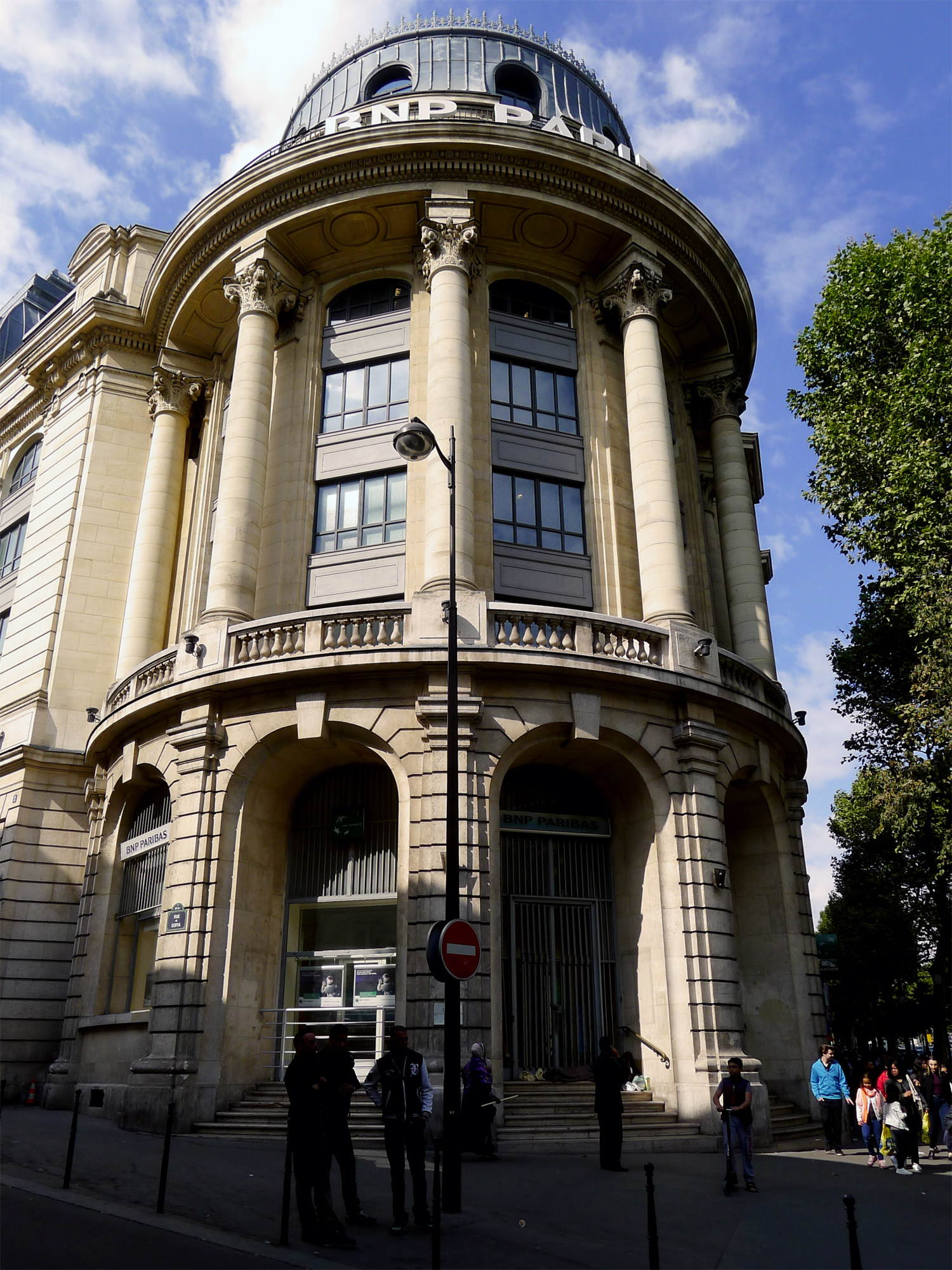
Rotonde de BNP-Paribas, à l'angle du boulevard Barbès.

## Origine du nom
Elle porte le nom de Sofia, capitale de la Bulgarie. 

## Historique
Cette voie qui est indiquée sur le plan cadastral de la commune de Montmartre de 1825 sous le nom de « rue Royale » ou « grande-rue Royale » commençait alors rue Lévisse.
Classée dans la voirie parisienne par un décret du 23 mai 1863, elle prend alors le nom de « rue de la Nation », avant de recevoir sa dénomination actuelle par un arrêté du 29 octobre 1971.